# Hüter der Verfassung

Schaubild für die Weimarer Verfassung vom 11. August 1919. Der Reichspräsident war das direkt vom Volke gewählte Staatsoberhaupt.

Hüter der Verfassung ist ein Begriff aus der deutschen Verfassungsgeschichte. In der Weimarer Republik wurde er wiederholt für den Reichspräsidenten verwendet. Rückblickend kann man auch in den Monarchen in den deutschen Einzelstaaten einen Verfassungshüter sehen. Gefördert wird der Gedanke durch den Umstand, dass eventuell der Amtseid eines Staatsoberhaupts den Schutz bzw. die Achtung der Verfassung erwähnt.
Alternativ wird ein Verfassungsgericht als Hüter der Verfassung gesehen. Lehnte Carl Schmitt diese Auffassung noch ab, so hat sie sich in der Bundesrepublik Deutschland klar durchgesetzt. Allerdings gibt es auch Stimmen, die das Bundesverfassungsgericht kritisieren, weil es sich zu sehr in die Gesetzgebung einmische. Darüber hinaus wird der Ausdruck manchmal für andere, beispielsweise europäische Gerichte oder für administrative Institutionen des Verfassungsschutzes verwendet.

## Weimarer Republik

### Carl Schmitt

Carl Schmitt im Jahr 1912

Der einflussreiche Rechtswissenschaftler Carl Schmitt veröffentlichte im Jahr 1929 eine Schrift mit dem Titel: „Der Hüter der Verfassung“. Darin zieht er historische Vorbilder heran, vergleicht den monarchischen mit dem republikanisch-demokratischen Staat, kritisiert den Pluralismus des modernen Parteienstaates und untersucht, welche Staatsorgane für die Rolle des Verfassungshüters in Frage kommen.
Schmitt war skeptisch gegenüber einem Verfassungsgericht. Die Unabhängigkeit der Richter sei nur die andere Seite der richterlichen Gesetzesgebundenheit. Auf Grundlage der Verfassung könne eine solche Bindung aber nicht entstehen. Man würde die Justiz unerträglich belasten, wenn man ihr alle Aufgaben übertrüge, die parteipolitisch neutral gelöst werden sollen. Heutzutage würde sich das richterliche Prüfungsrecht auch nicht mehr gegen die Anordnungen eines Monarchen, sondern gegen das Parlament richten. Ein Verfassungsgerichtshof wäre eine Art weiterer Parlamentskammer. Jedenfalls müsse man darauf achten, wie ein Verfassungsgericht gewählt wird und sich zusammensetzt. Sonst könnte die Politik durch neue Richterernennungen (zum Beispiel nach einer Erhöhung der Richterstellen) das Organ beeinflussen.
Stattdessen sah Schmitt im Reichspräsidenten dasjenige Organ, das bereits laut Weimarer Verfassung ein Hüter der Verfassung sei:

„Der Reichspräsident steht im Mittelpunkt eines ganzen, auf plebiszitärer Grundlage aufgebauten Systems von parteipolitischer Neutralität und Unabhängigkeit. Auf ihn ist die Staatsordnung des heutigen Deutschen Reiches in demselben Maße angewiesen, in welchem die Tendenzen des pluralistischen Systems ein normales Funktionieren des Gesetzgebungsstaates erschweren oder sogar unmöglich machen.“

Dazu verweist Schmitt auf die weitgehenden Befugnisse des Reichspräsidenten sowie dessen Eid, die Verfassung zu wahren (Art. 42 WRV). Dieses „authentische Verfassungswort“ dürfe man nicht ignorieren. Hinzu komme die Wahl durch das ganze deutsche Volk, sein Recht, den Reichstag aufzulösen sowie die Rolle bei Volksentscheiden. Damit werde aus dem Reichspräsident ein Gegengewicht zum Pluralismus in Politik und Wirtschaft und ein Garant für die Einheit des Volkes. Das sei zumindest der Versuch der Verfassung. Schmitt endet das Werk mit dem Satz: „Darauf, dass dieser Versuch gelingt, gründen sich Bestand und Dauer des heutigen deutschen Staates.“

### Kelsen’sche Kritik
Unter dem plakativen Titel „Wer soll der Hüter der Verfassung sein“ stieg Hans Kelsen 1931 in die später vielbeachtete Kontroverse ein. Gegen Schmitts Argumentation, die Justiz werde unerträglich belastet, wendet er ein:

„Mit dem schiefen Bild einer Überlastung der Justiz versucht C. S. vergeblich, dem Bekenntnis auszuweichen, daß es ihm nicht gelungen ist, seine These vom Staatsoberhaupt als Hüter der Verfassung damit zu begründen, daß das Staatsoberhaupt geeigneter sei als ein. Gericht, die Verfassung zu hüten, da es die Qualität der Unabhängigkeit und damit der Neutralität in höherem Maße besitzt als das Gericht.“

Schmitts Schrift würde vielmehr die gegenteilige These stützen. Seine Auslegung der Weimarer Reichsverfassung sei völlig falsch: „Den Reichspräsidenten als den einzigen Hüter der Verfassung zu erklären, widerspricht den klarsten Bestimmungen der Reichsverfassung.“ „‚Verfassung‘: das ist ein Zustand, der Zustand der ‚Einheit‘ des deutschen Volkes.“

### Verfassungswirklichkeit

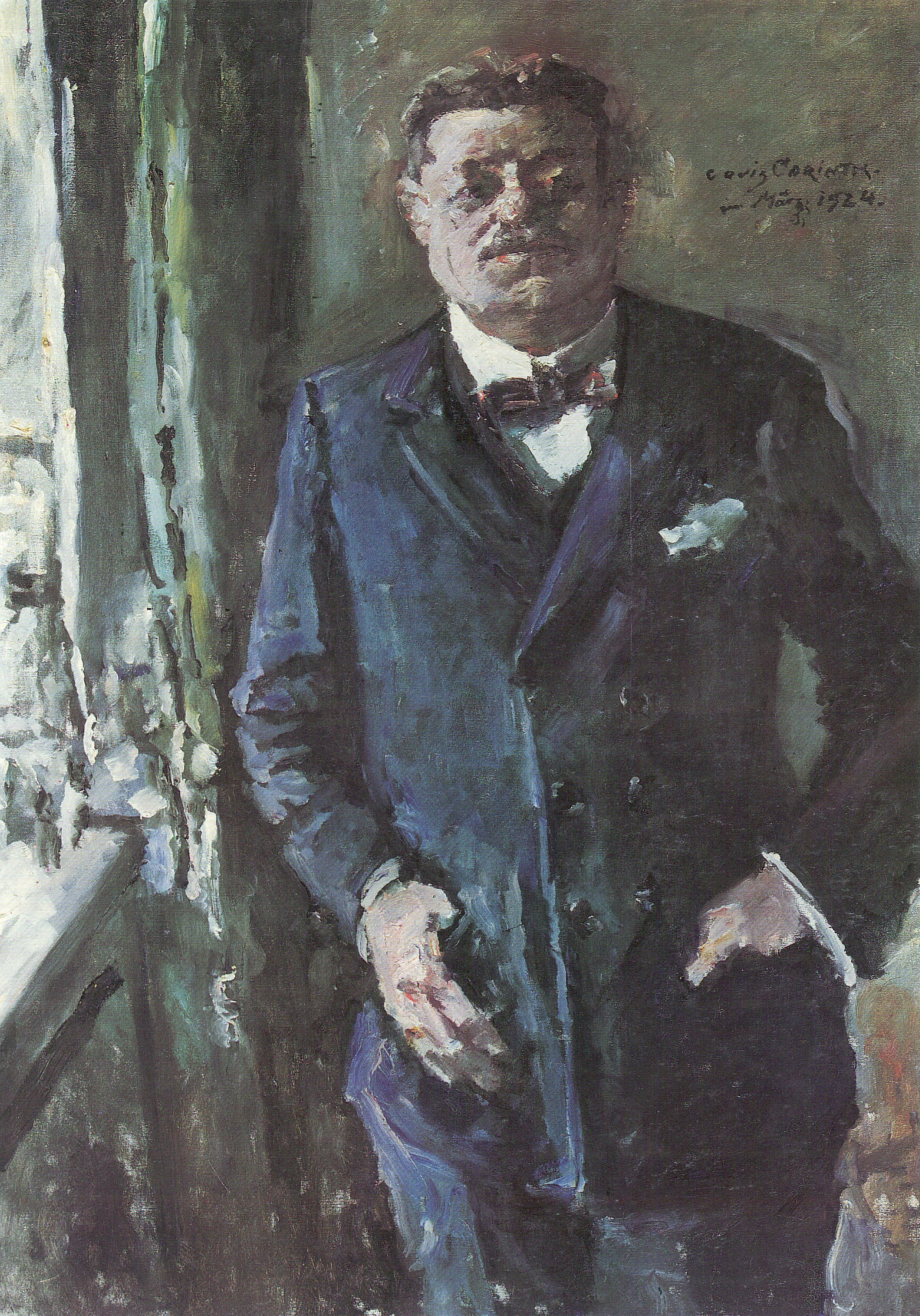
Friedrich Ebert, Reichspräsident von 1919 bis 1925, gemalt von Lovis Corinth im Jahr 1924

Im Sommer 1922 beschloss der Reichstag das Republikschutzgesetz, als Reaktion auf den Mord an Reichsaußenminister Walter Rathenau. Die Bayerische Staatsregierung widersetzte sich der Ausführung des Gesetzes durch eine Landesverordnung. Reichspräsident Friedrich Ebert nannte sich erstmals in einem Schreiben an die Landesregierung vom 27. Juli 1922 den „Hüter der Verfassung und des Reichsgedankens“. Er habe daher das Recht, über Art. 48 WRV die bayerische Verordnung aufheben zu lassen. Wahrgemacht hat er diese Drohung gleichwohl nicht; die bayerische Landesregierung fand einen Kompromiss mit dem Reich.
Am 9. Oktober 1922 bezeichnete Reichspräsident Friedrich Ebert sich abermals als Hüter der Verfassung. Damals lehnte er (erfolglos) ein verfassungsänderndes Gesetz ab, das seine Amtszeit umriss (und de facto verlängerte). Ebert wollte stattdessen vom Volk gewählt werden, wie die Verfassung es vorsah.

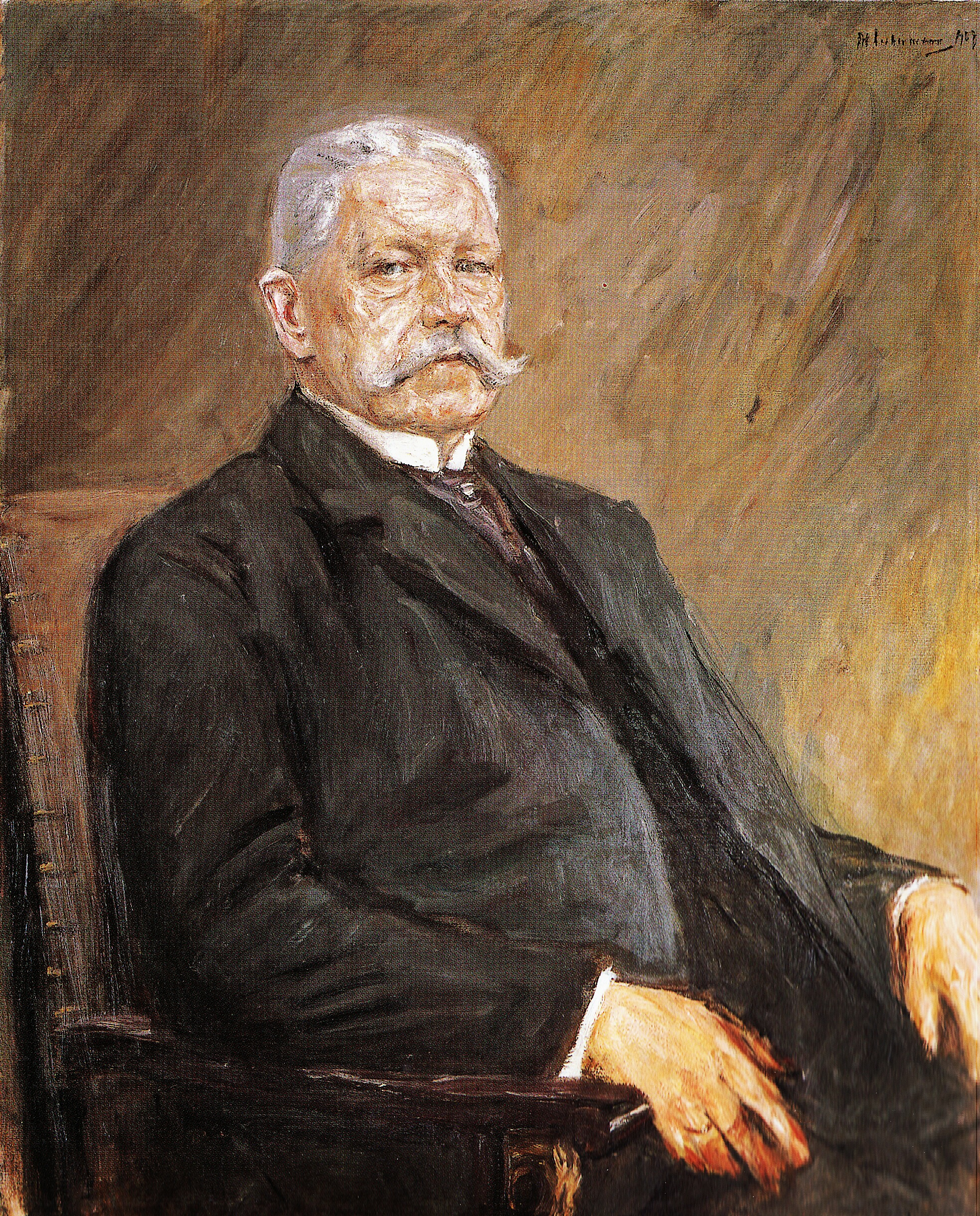
Paul von Hindenburg, Reichspräsident von 1925 bis 1934, hier im Jahr 1927 gemalt von Max Liebermann

Am 12. September 1932 kam es zu einer aufsehenerregenden Parlamentssitzung, der einzigen des im Juli gewählten Reichstags. Reichskanzler Franz von Papen legte eine Auflösungsorder des Reichspräsidenten auf den Tisch des Reichstagspräsidenten Hermann Göring (NSDAP), während der Reichstag über ein Misstrauensvotum gegen die Regierung abstimmte. Tags darauf traf sich der „Ausschuss zur Wahrung der Rechte des Parlaments“. Obwohl einbestellt, blieben Reichskanzler und Innenminister dem Treffen fern. Der Ausschuss entschied daher (gegen die Stimmen von DNVP und KPD), dass der Reichspräsident die Regierungsmitglieder zum verfassungsgemäßen Erscheinen anzuhalten habe. Schließlich sei der Reichspräsident der „berufene Hüter der Verfassung“. Weitere Folgen hatte diese Deklamation nicht.
Im November desselben Jahres ersuchte Reichskanzler von Papen den Reichspräsidenten Paul von Hindenburg, den Reichstag erneut aufzulösen. Diesmal aber solle der Reichstag aber nicht wieder, wie die Verfassung es vorsah, innerhalb von zwei Monaten wiedergewählt werden. Papen zufolge sei der Reichstag regierungsfeindlich und verfassungsfeindlich, was einen Staatsnotstand bedeute. Als Hüter der Verfassung habe Hindenburg das Recht und die Pflicht, diese Verfassungsstörung abzuwehren. Tatsächlich aber wechselte Hindenburg stattdessen den Reichskanzler aus.
Der Verfassungshistoriker Ernst Rudolf Huber stellt einen Wandel des Reichspräsidentenamtes fest. Ursprünglich sei es als eine pouvoir neutre gedacht gewesen, eine neutrale Macht, die wie ein konstitutioneller Monarch herrscht, aber nicht regiert. Dazu hätte der Reichspräsident „außerhalb des Felds der politischen Aktion“ bleiben müssen. Mit den sogenannten Präsidialregierungen ab 1930 aber wurde der Reichspräsident die „Spitze der Regierungsgewalt“ und damit für politische Gegner angreifbar,

„aus der Position des über den Kontroversen der politischen Aktionsgruppen stehenden Mittlers und Schlichters, aus der Stellung des ‚Hüters der Verfassung‘ trat der Reichspräsident über in die Front der sich im Machtkampf begegnenden Kräfte.“

## Bundesrepublik Deutschland

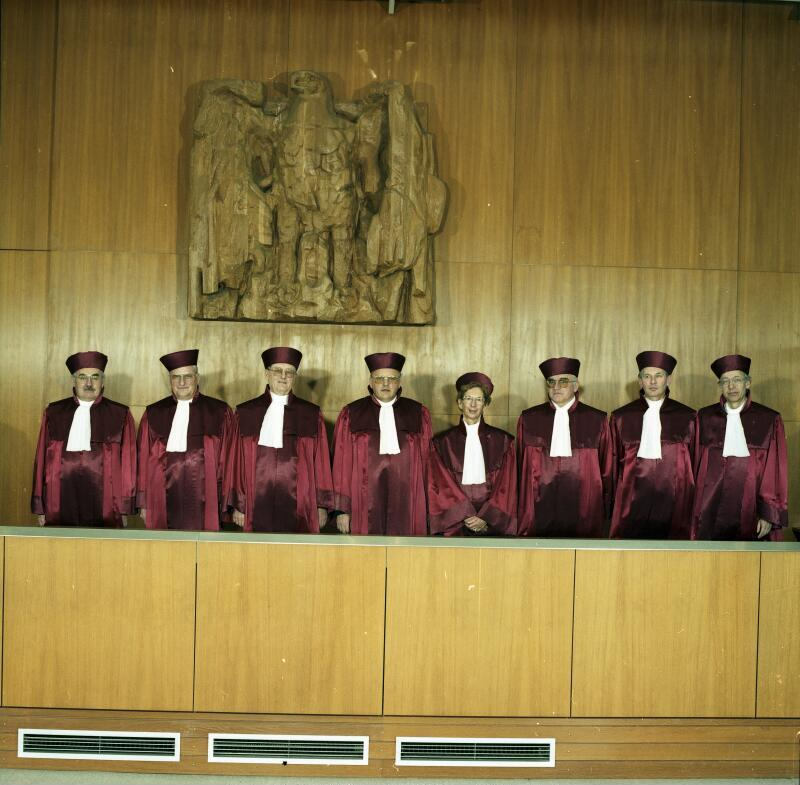
1. Senat des Bundesverfassungsgerichts, 1989

Der Politikwissenschaftler Wolfgang Rudzio nennt das deutsche Bundesverfassungsgericht den „Hüter und Ausgestalter der Verfassung“. Erstmals in den USA habe ein Oberster Gerichtshof erfolgreich für sich die Befugnis erstritten, Gesetze danach zu prüfen, ob sie verfassungsgemäß seien. Während das für den amerikanischen Obersten Gerichtshof nur eine seiner Aufgaben ist, hat sich in Europa das Prinzip durchgesetzt, dass ein gesonderter Gerichtshof für die Verfassungsgerichtsbarkeit verantwortlich ist. Nach den Erfahrungen der Weimarer Republik mit antidemokratischen Massenbewegungen habe man in Deutschland bestimmte Prinzipien der bloßen Mehrheitsherrschaft entziehen wollen. Das Bundesverfassungsgericht habe eine besonders umfassende Kompetenz erhalten und darf Normen auch unabhängig von Einzelfällen prüfen.
Dank der abstrakten Normenkontrolle könne ein politischer Konflikt direkt in ein verfassungsgerichtliches Verfahren überführt werden, so Rudzio. Das veranlasst meist die Opposition im Bundestag. Es entstand der Vorwurf, dass das Gericht sich die Rolle eines Ersatz-Gesetzgebers anmaße. Wichtige Bereiche wie das Medienrecht seien stark durch Richterrecht geprägt. Die Verfassungsjustiz werde politisiert, die Politik justizialisiert.
Insgesamt stellt Rudzio aber fest: Das Bundesverfassungsgericht habe „sich als verfassungshütende Institution und machtbegrenzende Schranke bewährt“ und damit zur Stabilität des politischen Systems beigetragen. Die Urteile seien kompromisshaft und stärkten wie der Bundesrat die „verhandlungsdemokratischen Züge der Bundesrepublik […].“
Der Bundespräsident habe gewisse Reservefunktionen. Er verweigert zuweilen etwa die Unterschrift unter ein Bundesgesetz. Das mache ihn aber nicht zu einem Ersatz-Verfassungsgericht, erklärt Rudzio: Allein schon aus Mangel an einem entsprechenden Mitarbeiterstab dient der Bundespräsident höchstens als „Hüter der Verfahrungsregeln“.
Der Politikwissenschaftler Karl-Rudolf Korte charakterisiert den Bundespräsidenten u. a. wegen seiner Reservekompetenzen als „Mit-Hüter der Verfassung“ neben dem Bundesverfassungsgericht.

## Belege
1. ↑  Vgl. Christian Walter: Hüter oder Wandler der Verfassung? Zur Rolle des Bundesverfassungsgerichts im Prozess des Verfassungswandels. AöR 2000, S. 517–550.
2. ↑  Carl Schmitt: Der Hüter der Verfassung. 5. Auflage, Neuausgabe. Anhang: Hugo Preuß. Sein Staatsbegriff und seine Stellung in der deutschen Staatslehre. Duncker & Humblot, Berlin o. J. (2016), S. 153–155.
3. ↑  Carl Schmitt: Der Hüter der Verfassung. 5. Auflage, Neuausgabe. Anhang: Hugo Preuß. Sein Staatsbegriff und seine Stellung in der deutschen Staatslehre. Duncker & Humblot, Berlin o. J. (2016), S. 158.
4. ↑  Carl Schmitt: Der Hüter der Verfassung. 5. Auflage, Neuausgabe. Anhang: Hugo Preuß. Sein Staatsbegriff und seine Stellung in der deutschen Staatslehre. Duncker & Humblot, Berlin o. J. (2016), S. 158/159.
5. ↑  Hans Kelsen: Wer soll der Hüter der Verfassung sein? In: Die Justiz. Band 6, 1931, S. 576–628.
6. ↑  Hans Kelsen: Wer soll der Hüter der Verfassung sein? In: Die Justiz. Band 6, 1931, S. 617.
7. ↑  Hans Kelsen: Wer soll der Hüter der Verfassung sein? In: Die Justiz. Band 6, 1931, S. 618.
8. ↑  Hans Kelsen: Wer soll der Hüter der Verfassung sein? In: Die Justiz. Band 6, 1931, S. 619.
9. ↑  Hans Kelsen: Wer soll der Hüter der Verfassung sein? In: Die Justiz. Band 6, 1931, S. 625.
10. ↑  Ernst Rudolf Huber: Deutsche Verfassungsgeschichte seit 1789. Band VI: Die Weimarer Reichsverfassung. W. Kohlhammer, Stuttgart u. a. 1981, S. 121.
11. ↑  Ernst Rudolf Huber: Deutsche Verfassungsgeschichte seit 1789. Band VII: Ausbau, Schutz und Untergang der Weimarer Republik. W. Kohlhammer, Stuttgart u. a. 1984, S. 266.
12. ↑  Ernst Rudolf Huber: Deutsche Verfassungsgeschichte seit 1789. Band VII: Ausbau, Schutz und Untergang der Weimarer Republik. W. Kohlhammer, Stuttgart u. a. 1984, S. 1104/1105.
13. ↑  Ernst Rudolf Huber: Deutsche Verfassungsgeschichte seit 1789. Band VII: Ausbau, Schutz und Untergang der Weimarer Republik. W. Kohlhammer, Stuttgart u. a. 1984, S. 1155.
14. ↑  Ernst Rudolf Huber: Deutsche Verfassungsgeschichte seit 1789. Band VI: Die Weimarer Reichsverfassung. W. Kohlhammer, Stuttgart u. a. 1981, S. 322.
15. ↑  Wolfgang Rudzio: Das politische System der Bundesrepublik Deutschland. 9. Auflage, Springer VS, Wiesbaden 2015 (1983), S. 298/299.
16. ↑  Wolfgang Rudzio: Das politische System der Bundesrepublik Deutschland. 9. Auflage, Springer VS, Wiesbaden 2015 (1983), S. 306–308.
17. ↑  Wolfgang Rudzio: Das politische System der Bundesrepublik Deutschland. 9. Auflage, Springer VS, Wiesbaden 2015 (1983), S. 310.
18. ↑  Wolfgang Rudzio: Das politische System der Bundesrepublik Deutschland. 9. Auflage, Springer VS, Wiesbaden 2015 (1983), S. 314.
19. ↑  Karl-Rudolf Korte: Gesichter der Macht. Campus-Verlag, Frankfurt am Main 2019.
20. ↑  Besprechung von Malte Feldmann, in: Politische Vierteljahresschrift 2021, S. 547–549, Link zum Download.